# Мартингал Дуба
Мартинга́л Ду́ба в теорії випадкових процесів — це випадковий процес, побудований достатньо загальним чином, який завжди виявляється мартингалом.

## Визначення
Нехай дана довільна  послідовність випадкових величин {\displaystyle \{Y_{n}\}_{n\in \mathbb {N} }}. Нехай випадкова величина {\displaystyle X} така, що її математичне очікування скінченне: {\displaystyle \mathbb {E} X<\infty }. Визначимо послідовність
{\displaystyle X_{n}=\mathbb {E} [X\mid Y_{1},\ldots ,Y_{n}],\quad n\in \mathbb {N} }.
Тоді випадковий процес {\displaystyle \{X_{n}\}_{n\in \mathbb {N} }} є мартингалом і називається мартингалом Дуба.